# Emilio Barzini
Emilio Barzini (1887 - 1955) es un personaje de ficción de El Padrino, es uno de los dirigentes de las Cinco Familias de Nueva York. Su aparición en las adaptaciones cinematográficas se limita solo a la primera entrega. Es interpretado por el actor Richard Conte.

## Biografía
No se sabe nada acerca de su infancia o juventud, como sí se sabe de la de su enemigo Vito Corleone. 
Barzini es el jefe de una de las Cinco Familias que ejercen el poder en Nueva York, compitiendo en contra de los Corleone, los Stracci, los Cuneo y los Tattaglia.
Don Barzini asiste a la boda de Constanzia Corleone secundado por una gran cantidad de guardaespaldas. Durante la fiesta, es fotografiado por un periodista, al cual hace que rompan las películas de su cámara.

## Principales Actos
Después de la llegada de Sollozzo a Estados Unidos, hipotéticamente su familia hubiera apoyado al extranjero narcotraficante con el fin de evitar una guerra sin cuartel, tal como lo explica Tom Hagen. Sin embargo, esa posibilidad nunca es esclarecida. 
La Familia Corleone se ve obligada a eliminar a Sollozzo; tras el homicidio, Barzini es interrogado en relación con el homicidio. Tiempo después, Barzini se une a las otras familias de Nueva York en contra de los Corleone, ya que todos están convencidos de que fueron ellos los responsables de la muerte de Sollozzo y la posterior persecución policiaca a todo organización mafiosa. 
Barzini entra tiempo después de iniciada la guerra en contacto con el esposo de Constanza Corleone: Carlo Rizzi, el cual está resentido con el jefe de la familia Corleone: Santino (alías Sonny) por sobreproteger a su hermana y haberlo golpeado por maltrato. Barzini propone a Carlo fingir una pelea lo suficientemente fuerte como para que Connie se asuste y pida ayuda a su hermano. 
Dicho plan tiene resultado, y Sonny, enfadado y sediento de venganza contra Carlo, sale de la Alameda de los Corleone sin ningún tipo de escolta, debido a su carácter impulsivo. Al llegar a una caseta de peaje, los hombres de Barzini masacran a Sonny y bloquean la caseta con un automóvil para que no puedan seguirlos. 
Con este acto, Barzini logra que la familia Corleone quede sin ninguna opción más que entrar al negocio de las drogas. Sin embargo, inmediatamente después del asesinato, Vito Corleone vuelve al poder, y al momento organiza una reunión de las cinco familias. 
En la reunión, Barzini habla acerca del negocio, y dice estar en desacuerdo también con ciertos aspectos del narcotráfico, entre el que está la venta de droga en las escuelas. Es él quien termina la discusión con la frase: "el tráfico de droga será permitido pero controlado". 
Tiempo más tarde, Vito Corleone ya no está en condiciones de seguir como Don, y deja el poder a Michael, su hijo menor. 
Su último acto en contra de los Corleone fue comprar la fidelidad de Salvatore Tessio, uno de los colaboradores más fieles de la familia para que le entregara a Michael y matarlo en un viaje a Nueva York. Sin embargo, las intenciones de Tessio son descubiertas y es puesto bajo arresto por los Corleone, fallando así el plan de Barzini.

## Muerte
Barzini muere el mismo día en que Michael Corleone apadrina a su sobrino, hijo de Connie y Carlo. Durante la tarde de ese día, Barzini es baleado cinco veces en el pecho (en la espalda, en la película) por el encubierto Al Neri, que está vestido de policía. 
La eliminación de Barzini significó una completa libertad para la familia Corleone de desarrollar sus negocios sucios.

## Aliados iniciales
- Miembros de la familia Barzini

## Aliados posteriores
- Familia Tattaglia
- Familia Cuneo
- Familia Stracci
- Clan Bocchicchio (sólo en el libro)
- Carlo Rizzi (infiltrado en el terreno Corleone)
- Salvatore Tessio (capo de los Corleone)
- Fabrizzio (pastor en Sicilia, donde Michael fue exiliado)

Las familias apoyaron a Barzini porque ellas también salían afectadas por el asesinato de Sollozzo, lo que ponía en contra suya a todos los agentes policíacos.

## Enemigos iniciales
- Familia Tattaglia
- Familia Cuneo
- Familia Stracci
- Clan Bocchicchio (sólo en el libro)

- FAMILIA CORLEONE:

Principalmente:
- Santino Corleone
- Vito Corleone
- Peter Clemenza
- Tom Hagen
- Salvatore Tessio (posterior aliado)

Básicamente, las cinco familias eran enemigas porque por su influencia, Barzini no podía tener control total de los negocios sucios en la ciudad de Nueva York, sin embargo, no las tenía como más amenaza que la anterior, y llevaba a cabo una lucha pacífica en su contra. 
Michael Corleone no es enemigo de Barzini desde el primer momento porque todas las familias creen que Michael no quiere enrolarse en los negocios familiares.

## Enemigos posteriores
FAMILIA CORLEONE:
- Santino Corleone
- Michael Corleone
- Peter Clemenza
- Vito Corleone
- Tom Hagen